# 宝ホールディングス
宝ホールディングス株式会社（たからホールディングス、英: TAKARA HOLDINGS INC.）は、京都府京都市伏見区に本社、同市下京区に本社事務所を置く、日本酒を中心とした酒類製造メーカーである宝酒造やタカラバイオなどを傘下に持つ持株会社である。宝酒造はCMや広告等では「タカラ」や「TaKaRa」という風に表記される。JPX日経インデックス400の構成銘柄の一つ。
なお本項では、宝酒造株式会社（たからしゅぞう、英: TAKARA SHUZO CO., LTD.）についても記述する。

## 概要

### 宝ホールディングスの概要
2002年（平成14年）、持株会社化とともに「宝ホールディングス」（東証第1部上場）に商号を変更した。現在の宝酒造株式会社は、バイオテクノロジー関連事業を扱うタカラバイオとともにこの年に設立された事業子会社である。
環境活動は大切なものと考え、1979年（昭和54年）に北海道札幌市の「豊平川にサケを呼び戻そう!」と「カムバック・サーモンキャンペーン」から始まる自然保護活動を行っている。
企業理念は、「自然との調和を大切に、発酵やバイオの技術を通じて人間の健康的な暮らしと生き生きとした社会づくりに貢献します。」である 。

### 宝酒造の概要
清酒「松竹梅」や、みりん、焼酎などを製造、販売している。中でも焼酎のシェアは主力商品である「純」の発売から、現在まで首位の座を維持し続けている。また、初めて缶チューハイを発売したことでもその名を知られている。
創業期からの主力商品である「寶（宝）焼酎」（甲類焼酎）のラベルに用いられている“寶”（『宝』の旧字体）のロゴがそのまま社章にも使われている。
1953年（昭和28年）、愛媛県青果連からの要請で「タカラポンジュース」を発売、これが宝酒造が手がけた最初の飲料である。また「タカラビール」というブランドでビールを製造・販売していたこともあったが、同業他社との販売戦略に敗れ撤退し、生産設備はサッポロビールと麒麟麦酒に売却、2006年（平成18年）までノンアルコールビールを製造・販売していたが、それらを含むソフトドリンク事業から全面撤退した。この事は、テレビドラマ『弟』の劇中でも、当時の社長が石原裕次郎とCM契約を取り付けるシーンで語られている。
2000年（平成12年）に海外生産（韓国ハイト社によるOEM）による「タカラcanチューハイ｢サワー｣＜モルト＞」で発泡酒に参入し、2001年（平成13年）にチューハイ色を消した「ドライモルト」にリニューアルするもほぼ即時撤退となったが、2022年にノンアルコール飲料事業に再参入し、「タカラ辛口ゼロボール」を発売している。

#### 石原プロモーションとの関係
石原プロモーションとの関係が非常に深く、石原裕次郎、渡哲也、舘ひろしなどがCMに出演している。1970年（昭和45年）、石原裕次郎が「松竹梅」のCMに初出演。同社がスポンサーとして提供した石原プロ製作のTVドラマ『西部警察』では、大門軍団が祝杯を挙げる際などに宝酒造の樽酒（松竹梅）が登場している。また、日本全国縦断ロケではPART-II第26話「－北都の叫び－ カムバック・サーモン」で札幌工場、PART-III第49話「京都・幻の女殺人事件－京都篇－」では伏見工場でロケが行われ、その当時の社長であった大宮隆が本人役として出演している。また、1983年（昭和58年）に石原良純が番組に登場した際には、自社の焼酎・「純」と彼の役名・「純」を掛けて彼をCMキャラクターにし、役者と商品のタイアップ的なプロモーションを展開している。

#### 清酒『松竹梅』および松竹梅酒造との関係
神戸灘五郷（魚崎郷）の酒造家である個人経営の井上信次郎は1924年（大正13年）に「松竹梅」を誕生させたが、経営した井上酒造は1933年（昭和8年）には経営困難に陥った。その後宝酒造側が井上を支援する名目で新会社松竹梅酒造を設立し、傘下に収めた。
その後、松竹梅酒造は宝酒造の傘下を離れ独立経営に移行するが、「松竹梅」のブランドは宝酒造側に残り、現在に至る。なお、松竹梅酒造の製造する清酒は「灘一」のブランド名で販売されている。

## 沿革
- 1842年 - 創業。
- 1897年 - 「寶」印の商標を登録。
- 1905年 - 四方合名会社設立。
- 1916年 -「寶焼酎」を発売。
- 1920年 - 日本酒に「清酒之精華松竹梅」を命名する。
- 1925年9月 - 寶酒造株式会社を設立。
- 1929年6月 - 大正製酒株式会社を吸収合併。
- 1933年 - 松竹梅酒造株式会社を設立。
- 1947年9月 - 日本酒精株式会社を吸収合併。
- 1949年5月 - 東京証券取引所第1部に上場。
- 1953年 - 「タカラポンジュース」を発売。
- 1957年
  - 「タカラビール」発売。
  - 木崎麦酒工場竣工（後のサッポロビール群馬工場）。
- 1962年 - 京都麦酒工場竣工（後のキリンビール京都工場→1999年閉鎖）。
- 1964年10月 - 摂津酒造株式会社、本辰酒造株式会社を吸収合併。
- 1967年 - ビール事業より撤退。
- 1977年 - 宝焼酎「純」発売。
- 1982年 - 社名表記を宝酒造株式会社に変更。
- 1984年 - 「タカラcanチューハイ」発売。
- 1985年 - 創立60周年を機にCI導入。
- 1986年 - トマーティン蒸留所 (スコットランド) を買収。
- 1993年 - 本格焼酎「よかいち」発売。
- 2002年4月 - 持株会社体制へ移行。宝酒造株式会社（初代）は酒類製造事業を宝酒造株式会社（2代）に分離の上で宝ホールディングス株式会社に商号変更。
- 2006年 - 清涼飲料水事業より撤退。
- 2011年 - スパークリング清酒『澪』を発売。
- 2019年 - 子会社の宝ヘルスケア株式会社の全株式をシオノギヘルスケアへ譲渡[4][5]。
- 2023年5月15日 - お客様相談窓口の電話番号をフリーダイヤルに変更[6]。

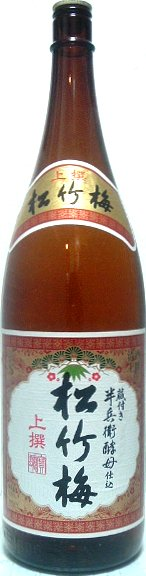
上撰 松竹梅の一升瓶

## 宝酒造の商品
- 日本酒
  - 松竹梅白壁蔵「澪」
  - 松竹梅「白壁蔵」生酛純米
  - 松竹梅「白壁蔵」純米大吟醸
  - 松竹梅「白壁蔵」大吟醸 無濾過原酒
  - 上撰松竹梅「樽詰」
  - 特撰松竹梅「祝樽」1.8L
  - 上撰松竹梅
  - 佳撰松竹梅
  - 特撰松竹梅
  - 上撰松竹梅「たけ」
  - 松竹梅「天」
  - 松竹梅「昴」
- 合成清酒
  - 春鷹
  - 平安絵巻
- 甲類焼酎
  - 宝焼酎
  - 極上〈宝焼酎〉
  - 宝焼酎「レモンサワー専用」
  - 宝焼酎「タカラリッチ」
  - 宝焼酎「タカラモダン」
  - 宝焼酎「ゴールデン」
  - レジェンド
  - NIPPON
  - 宝っこ（東北地方限定）
  - 大自然（北海道限定）
  - 純
  - JAPAN
  - ホワイトタカラ
- 本格焼酎
  - 全量芋焼酎「一刻者」
  - 全量芋焼酎「一刻者」〈赤〉
  - 本格焼酎「よかいち」〈芋〉
  - 本格焼酎 香りよかいち「芋」
  - 本格芋焼酎「黒甕」
  - 石焼き芋焼酎「石茜」
  - 本格麦焼酎「知心剣」
  - 本格焼酎「よかいち」〈麦〉
  - 本格焼酎「よかいち」〈麦〉黒麹
  - 本格焼酎「琥珀のよかいち」〈麦〉
  - 本格米焼酎 洞窟かめ貯蔵「巖窟王」
  - しそ焼酎「若紫ノ君」
  - そば焼酎「十割」
- ソフトアルコール
  - タカラcanチューハイ
  - タカラ焼酎ハイボール
  - 寶「丸おろし」
  - タカラ辛口ゼロボール
  - 宝焼酎のやわらかお茶割り
  - 宝焼酎の濃いお茶割り
  - 宝焼酎の烏龍割り
  - スッキリ果実のお酒
  - Beauty Sparkling
- 中国酒
  - 紹興酒「塔牌」
  - 桂花陳酒
- ウイスキー
  - ブラントン
  - エンシェント・エイジ
  - タリスマン
  - キングウイスキー凜
- リキュール
  - 南高梅のおいしい梅酒
  - 和三盆梅酒
  - 梅酒いっぱい
  - 産地めぐり
- 調味料（酒類扱い）
  - タカラ本みりん
  - タカラ料理のための清酒
  - タカラ料理のための清酒 糖質ゼロ
  - タカラ料理のためのワイン（赤・白）
  - タカラ料理のための紹興酒

## 宝酒造がかつて販売した商品

### アルコール
- タカラビール - 熟成温度0度熟成期間2100時間の長期熟成ビールで1957年に販売した。瓶の王冠5個を送ると後楽園球場でのナイターチケットが当たる抽選などを行っていたが、先発各社の販売網に対抗できず1967年に製造を終了した[7]。
- ミプリシリーズ
  - ミプリ・オレンジ
  - ミプリ・グレープフルーツ
- 割りシリーズ
  - 宝焼酎のウコン割り
  - 宝焼酎のやわらかほうじ茶割り
- やわらか割りシリーズ
  - 焼酎のやわらか麦茶割り
- つややかチューハイ（ウメ巨峰グレープフルーツレモン）
- 香果搾り（白桃・巨峰・ライチ）
- Canチューハイシリーズ
  - Canチューハイサワー　スッキリ果実のお酒（白桃・夕張メロン・巨峰・ライチ・ウメ・パイナップル・オレンジ・レモン・グレープフルーツ）
  - Canチューハイサワー（スウィートレモンサワー・夕張メロンサワー・ラムネサワー）
  - CanチューハイSUKISH(スキッシュ)（レモン・ピーチ・オレンジ・カシス・グレープフルーツ・アセロラ・青りんご・ラズベリー・　紀州うめ）
  - Canチューハイ「SUKISH」W mix(ダブルミックス)（レモン・アセロラ＆レモン・グレープフルーツ・ピーチ・うめ・マンゴー＆パイナップル・レモンティーソーダ・紅茶＆レモン・シークァーサー＆パッションフルーツ・ストロベリー＆ホワイト・バーモント・マスカット＆ライチ・マンゴー＆スウィーティ）
  - Canチューハイ「SUKISH」Special W mix(アップル・グレープ)
  - Canチューハイ「SUKISH」Tasty(シャルドネ　カベルネ・ソーヴィニヨン)

### ノンアルコール
- バービカン（ビアテイスト飲料） - 2007年（平成19年）2月より日本ビール株式会社が製造・販売。
- 本格甘酒・松竹梅の酒粕使用(缶/190g)

### フルーツドリンク
- タカラポンジュース - 愛媛県青果農業協同組合連合会との提携により発売。現在はえひめ飲料によって発売。
- パーラーシリーズ（健康飲料） - ドイツ・ヴィルド社の果汁飲料「カプリソーネ」の日本でのライセンス権を江崎グリコから譲り受けて製造したもの。2006年（平成18年）12月に富永貿易株式会社に商標権等を移譲。2007年（平成19年）3月頃に関連会社の富永食品株式会社より発売。
  - ビタミンパーラー
  - カルシウムパーラー
  - ファイバーパーラー
- レモンコロン
- ホットレモン
- まろやかマロン
- なめらかパパイヤ
- こたつでみかん
- すりおろしシリーズ
  - すりおろし赤ぶどう
  - すりおろししそ梅
  - すりおろしパイン
  - すりおろしもも
  - すりおろしりんご
    - すりおろし厳選りんご・果実の豊潤な味わい
    - すりおろし蜜入りりんご
    - すりおろし青りんごソーダ

  - すりおろしキャロット
- あらしぼりシリーズ
  - あらごしぶどう
  - あらしぼりグレープフルーツ
  - あら搾り旬のみかん
  - あらしぼりレモン

### 炭酸
- もものサイダー
- バナナコーラ
- 冷た～いレモンサイダー
- ドライレモンソーダ
- ソーダシリーズ
  - レモンソーダ
  - グレープソーダ
  - グレープフルーツソーダ

### コーヒー
- カフェ・オ・レ
- プロ・コーヒーシリーズ
  - プロ・エスプレッソオーレ
  - プロ・カフェ・オ・レ
  - プロ・キリマンジャロブレンド
  - プロ・スーパー3ブレンド
  - プロ・マイルド6ブレンド
- S-CLUBシリーズ
  - 100%ブルーマウンテン・ケニア産
  - ケニアブルーマウンテン100%微糖
  - 100%キリマンジャロ
  - 100%モカ
  - セレクトコーヒー
  - プレミアムコーヒー
  - ブルーマウンテンブレンド・コロンビア産
  - コーヒー通の味
- 豆入り珈琲
- ORIGINAL COFFEE SELECTIONシリーズ
  - 香港珈琲
  - オレンジマキアート

### お茶
- モンゴルそば茶
- 燕龍茶・羅布麻100%
- 鐵觀音・ウーロン茶
- 烏龍茶
- どくだみ茶
- 京緑茶
- 明日葉茶
- ウコン健康茶
- キャラメルティー・ストレート紅茶
- ティーアッサム

### その他
- 梅干し水
- 明日葉豆乳飲料
- 朝canシリーズ
  - 朝can・おいしく栄養バランス
  - 朝can厳選30食品
- ホットココア
- とろける寒天
- 飲む寒天シリーズ
  - 飲む寒天・グレープフルーツ味
  - 飲む寒天・レモン味
- コーンポタージュ
- おしるこ

他、多数

## 受賞歴
全国新酒鑑評会
平成14酒造年 - 29酒造年
- 「松竹梅」金賞受賞 - 平成29年受賞

## 被災地支援
宝ホールディングスは自然災害の被災地の復興支援・救援物資の提供に積極的に取り組んでいる。これまで1995年（平成7年）の阪神・淡路大震災や2004年（平成16年）の新潟県中越地震などの際にも義援金をそれぞれの被災地に寄付した。また、以下の支援活動も行っている。
- 2007年（平成19年）7月17日、新潟県中越沖地震の被災地に義援金300万円と飲料水15万リットルの支援を発表。毎日1台1万リットルの飲料水を積んだタンクローリーを約2週間にわたって派遣する。水を入れるポリエチレン製容器も配る。
- 2011年（平成23年）3月15日、東北地方太平洋沖地震（東日本大震災）の被災地に義援金3000万円を寄付することを発表。同年3月20日から24日まで、同地震の被災地である宮城県仙台市と気仙沼市に飲料水を積んだタンクローリーを派遣した。

## 新型コロナウイルス感染症流行時の企業活動
2020年4月新型コロナウイルスの感染拡大で需要が増していることをうけ、宝酒造は手指用のアルコール消毒液やエタノールを医療機関などに提供すると発表した。酒類用や工業用のエタノールを月9万リットルを、厚生労働省などを通じて医療機関や高齢者施設などに供給する。

## 宝酒造の事業所
本社
京都市伏見区竹中町609
本社事務所
京都市下京区四条通烏丸東入長刀鉾町20 四条烏丸FTスクエア
首都圏支社・広域流通本部・広域業務用本部
東京都中央区日本橋2-15-10 宝 明治安田ビル
北海道支社
札幌市中央区北5条西6-2-2 札幌センタービル
東北支社
仙台市宮城野区榴岡2-4-22 仙台東口ビル
西関東支社
横浜市港北区新横浜3-20-12 新横浜望星ビル
北関東支社
群馬県高崎市八島町265 イノウエビル4階
東海支社
名古屋市中村区名駅南1-16-28 NMF名古屋柳橋ビル
京滋北陸支社
京都市下京区西洞院通塩小路上ル東塩小路町608-9 日本生命三哲ビル
西日本支社
大阪市淀川区宮原4-3-39 大広新大阪ビル
九州支社
福岡市博多区博多駅前1-15-20 NMF博多駅前ビル
松戸工場
千葉県松戸市新作字高田111
楠工場
三重県四日市市南五味塚1315
伏見東工場
京都市伏見区竹中町625
伏見西工場
京都市伏見区下鳥羽葭田町101
白壁蔵（灘工場）
神戸市東灘区青木2-1-28
黒壁蔵（宮崎工場）
宮崎県児湯郡高鍋町蚊口浦5323
島原工場
長崎県島原市弁天町2-7355

## 主要なグループ会社
- 宝酒造
- タカラバイオ
- タカラ物流システム（物流子会社）
  - タカラ長運（旧・長崎運送→長運　タカラ物流システム子会社）
- トータルマネジメントビジネス（人材派遣業など）
- 大平印刷（印刷）
- ラックコーポレーション（ワイン輸入）

## かつて行なっていた企業活動
- TaKaRa酒生活文化研究所

## 歴代CM出演者
- 石原裕次郎
- 宇野重吉 -『松竹梅』のCMで石原裕次郎と共演。
- 舘ひろし - 後に麒麟麦酒『キリン本格〈辛口麦〉』のCMに起用されたが、『宝焼酎「純」』のCMに出演していた。
- デヴィッド・ボウイ - 宝焼酎『純』のCMに出演、焼酎ブームのきっかけとなる。
- ジョン・トラボルタ - 『タカラCanチューハイ』のCMに出演。
- シーナ・イーストン - 宝焼酎『純』のCMに出演。
- ボーイ・ジョージ - 宝焼酎『純』のCMに出演。
- ネルソン - 宝焼酎『純』のCMに出演。
- 石原良純 - 宝焼酎『純』のCMに出演。
- グレゴリー・ハインズ　- 宝焼酎『レジェンド』のCMに出演。台詞のshot you(狙い打ちの意)と焼酎をかけていた。
- 大地真央 - 『紹興酒』のCMに出演。
- 板東英二 - 『烏龍酒』のCMに柴田理恵と共演。
- 柴田理恵 - 『烏龍酒』のCMに板東英二と共演。
- 宮沢りえ - 『タカラCanチューハイ』のCMに出演。「すったもんだがありました」のコピーは1994年の流行語（『新語・流行語大賞』の年間大賞を受賞）となり、宮澤喜一元首相も解散総会で「私と同じ名前の人が『すったもんだがありました』と言ったそうだが、誠にその感が深い」と引用した[11]。
- リンゴ・スター - 『すりおろしりんご』のCMに出演。
- 藤原紀香 - 後に月桂冠『月』のCMに起用されたが、『タカラCanチューハイ』のCMに出演していた。
- 滝沢秀明（タッキー&翼） - 『タカラCanチューハイ』のCMに出演。
- ダルビッシュ有 - 『タカラCanチューハイ』のCMに出演。
- 杏 - 『松竹梅MIOスパークリング』『タカラ料理のための清酒』のCMに出演。
- 前田敦子 - 『松竹梅「天」』のCMで渡哲也と共演。
- 井上真央 - 『松竹梅MIOスパークリング』のCMに出演。
- 玉木宏 - 『松竹梅MIOスパークリング』のCMで井上真央と共演。
- 渡哲也 - 2020年に亡くなるまで『松竹梅「天」』のCMに出演。最終CMは石原裕次郎と”共演”した[12]。1995年には実弟・渡瀬恒彦（後述）とも『松竹梅』のCMで共演した。
- 渡瀬恒彦 - 1995年に『松竹梅』のCMで実兄・渡と共演。
- 吉永小百合 - 『松竹梅「天」』のCMで渡哲也と共演。
- 剛力彩芽 - 『タカラCanチューハイ「すりおろしりんご」』のCMに出演。
- 香里奈 - 『ジュレのお酒「果莉那-Carina-」』のCMに出演。
- 斎藤工 - 後にアサヒビール『スタイルフリー』のCMに起用されたが、『松竹梅白壁蔵「澪」』のCMに出演していた。
- 山本美月 - 後に麒麟麦酒『氷結』のCMに起用されたが、『松竹梅白壁蔵「澪」』のCMで斎藤工と共演。
- 西島まどか - 『宝焼酎ハイボール』のCMに出演。（『夕焼け酒場』内でのコラボCMとして。）

### 現在
- TAKAHIRO（EXILE TRIBE） - 『寶「極上レモンサワー」』のCMに出演。
- 浅田真央 - 『松竹梅白壁蔵「澪」』のCMに出演。アンバサダーとして就任。
- 宇垣美里 - 『タカラCanチューハイすみか』のCMに出演。
- きたろう・武藤十夢- 『宝焼酎ハイボール』のCMに出演。（『夕焼け酒場』内でのコラボCMとして。）
- 松岡修造 - 『タカラ辛口ゼロボール』のCMに出演。

## 番組スポンサー
継続中のものは太字で表示。
一社提供
- タカラお料理手帳 - 日本テレビで放送されていた、宝酒造提供の日本初の料理番組。
- PR野郎 - 1964年（昭和39年）にフジテレビ系列で放送されたテレビドラマ。
- 郁恵・井森のお料理BAN!BAN! - 1995年（平成7年）から2001年（平成13年）までフジテレビ系列で放送されていた、宝酒造提供の料理帯番組。
- 夕焼け酒場 - BS-TBSで2014年（平成26年）4月から放送。「タカラ焼酎ハイボール」名義。

複数社提供
- 人志松本の酒のツマミになる話（フジテレビ）[注 4]
- 火曜ワイドスペシャル（フジテレビ）
- 西部警察シリーズ（テレビ朝日）
- 関口宏の東京フレンドパークII（TBS）
- 木曜ドラマおいしいごはん 鎌倉・春日井米店（テレビ朝日）
- ワールドビジネスサテライト（テレビ東京）※PT
- おんな酒場放浪記（BS-TBS）
- ふらり旅いい酒いい肴（BS11）など